# Масляная (деревня)
Масляная — деревня в Белозерском районе Курганской области. Входит в состав Боровского сельсовета.

## История
До 1917 года входила в состав Белозерской волости Курганского уезда Тобольской губернии. По данным на 1926 год состояла из 114 хозяйств. В административном отношении входила в состав Боровского сельсовета Белозерского района Курганского округа Уральской области.

## Население
| 1782 | 1912 | 1926 | 1989 | 2002 | 2010 |
| ---- | ---- | ---- | ---- | ---- | ---- |
| 69   | ↗557 | ↘527 | ↘214 | ↘178 | ↘149 |

По данным переписи 1926 года в деревне проживало 527 человек (255 мужчин и 272 женщины), в том числе: русские составляли 100 % населения.